# Onagra sinuata
Onagra sinuata là một loài thực vật có hoa trong họ Anh thảo chiều. Loài này được (L.) Moench mô tả khoa học đầu tiên năm 1794.